# Nikolaj Gerasimovič Kuzněcov
Nikolaj Gerasimovič Kuzněcov (Николай Герасимович Кузнецов; 24. července 1904, Medvedki – 6. prosince 1974, Moskva) byl ruský admirál loďstva Sovětského svazu a lidový komisař námořnictva v letech 1939–1948 a 1951–1953.
Za své zásluhy obdržel titul Hrdina Sovětského svazu, vyznamenání Řád Lenina (4x), Řád Ušakova 1. stupně (2x), Řád rudého praporu (3x), Řád rudé hvězdy a mnohá další. Je podle něj pojmenována jediná letadlová loď ruského námořnictva Admiral Kuzněcov.